# Оситнязька волость (Чигиринський повіт)
Оситнязька волость — історична адміністративно-територіальна одиниця Чигиринського повіту Київської губернії з центром у селі Оситняжка.
Станом на 1886 рік складалася з 7 поселень, 7 сільських громад. Населення — 5810 осіб (2580 чоловічої статі та 2580 — жіночої), 1066 дворових господарств.
|                     | Площа, десятин | У тому числі орної, дес. |
| ------------------- | -------------- | ------------------------ |
| Сільських громад    | 3510           | 3036                     |
| Приватної власності | 8248           | 5778                     |
| Іншої власності     | 77             | 63                       |
| Загалом             | 11835          | 8877                     |

Основні поселення волості:
- Оситняжка — колишнє державне село при річці Сухий Ташлик за 70 верст від повітового міста, 2482 особи, 465 дворів, 2 православні церкви, школа, 5 постоялих будинків, лавка.
- Бурти — колишнє державне село при безіменній річці, 632 особи, 114 дворів, постоялий будинок.
- Рейментарівка — колишнє державне село при річці Сухий Ташлик, 1607 особи, 309 дворів, православна церква, 3 постоялих будинки.
- Тишківка — колишнє власницьке село, 1490 осіб, 283 двори, православна церква, школа та 3 постоялих будинки.

Старшинами волості були:
- 1909 року — Ісидор Ф. Діхтяр[2];
- 1910–1915 роках — Іларіон Семенович Ткаченко[3],[4],[5],[6].